# Episteme maculatrix
Episteme maculatrix är en fjärilsart som beskrevs av John Obadiah Westwood 1841. Episteme maculatrix ingår i släktet Episteme och familjen nattflyn. Inga underarter finns listade i Catalogue of Life.